# 빅 마마 하우스 2
《빅 마마 하우스 2: 근무 중 이상무》(영어: Big Momma's House 2)는 미국에서 제작된 존 화이트셀 감독의 2006년 범죄 코미디 영화이다. 《빅 마마 하우스》(2001)의 속편이다. 마틴 로런스 등이 출연하였고, 데이비드 T. 프렌들리 등이 제작에 참여하였다.
2011년 속편 《빅 마마 하우스 3: 라이크 파더, 라이크 선》이 개봉하였다.

## 출연진
- 마틴 로런스
- 니아 롱
- 재커리 리바이
- 마크 모지스
- 에밀리 프록터
- 캣 데닝스
- 클로이 그레이스 머레츠
- 매리솔 니컬스
- 자샤 워싱턴
- 세라 조이 브라운
- 케빈 듀랜드
- 조시 플리터
- 로다 그리피스
- 앤 머호니
- 셰이나 모클러
- 앤디 스탈
- 제시카 화이트

## 기타 제작진
- 총괄 제작: 아넌 밀천
- 공동 제작: 데이비드 W. 히긴스, 제러마이아 새뮤얼스
- 배역: 낸시 포이, 마크 핀캐넌
- 미술: 크레이그 스턴스
- 의상: 더브레이 리틀
- 특수 분장: 그레그 캐넘